# خردل أسود
الخردل الأسود (باللاتينية: Brassica nigra) أو (باللاتينية: Sinapis nigra) نوع نباتي يتبع جنس البراسيكا من الفصيلة الصليبية. يدرج أحياناً تحت جنس الخردل (باللاتينية: Sinapis).
موطنه مناطق حوض البحر الأبيض المتوسط في بلاد الشام وجنوب أوروبا ويوجد في المغرب العربي. ينمو برياً في الكثير من مناطق العالم.

## الوصف النباتي
نبات عشبي حولي يصل ارتفاعه إلى 60-80 سم. حبوبه حادة الطعم أوراقه مفصصة. ساقه قائمة كثيرة التفرع ذات لون أخضر مزرق. تتجمع الأزهار في عناقيد وهي صفراء اللون لامعة. الثمرة خردلة طويلة ذات منقار. البذور سوداء أو بنية صغيرة الحجم.

## الزراعة
يتكاثر بالبذور، ويزرع كسائر المحاصيل الحولية في تشرين الأول وتشرين الثاني، وبمعدل 7-10 كغم بذور/هكتار.